# محمدتقی رنجبر چوبه
محمدتقی رنجبر چوبه (۱ آبان ۱۳۲۱ –  ۹ خرداد ۱۴۰۱)فرهنگی، تبعیدی دوره محمدرضا شاه  و  از بازماندگان انفجار ۷ تیر ۱۳۶۰ دفتر حزب جمهوری اسلامی، مبارز انقلابی استان گیلان و نمایندهٔ چهار دوره حوزهٔ انتخابیهٔ صومعه‌سرا درمجلس شورای اسلامی (ادوار اول، دوم، سوم و ششم) که  به داشتن روحیه انتقادی - صراحت بیان و سخنوری مشهور بود.                                                                                                                                                                         
- اولین نطق نمایندگان استان گیلان در مجلس شورای اسلامی (جلسه پانزدهم مورخ ۱۸ تیر ۵۹) توسط وی قرائت شد.
- ناطق اصلی موافق طرح عدم کفایت سیاسی سید ابوالحسن بنی صدر اولین رئیس جمهور ایران که منجر عزل او شد .(۳۱ خرداد۱۳۶۰)
- موسس و دبیر حزب جمهوری اسلامی در صومعه سرا و رابط سیاسی شورای مرکزی حزب در استان گیلان.
- مشارکت در تأسیس دفاتر حزب جمهوری اسلامی در استان گیلان به دستور سید محمد بهشتی

## ادوار انتخابات
| اول | 12961 | 62% | منتخب |
| --- | ----- | --- | ----- |
| دوم | 40738 | 67% | منتخب |
| سوم | 40051 | 56% | منتخب |
| ششم | 34422 | 40% | منتخب |